# 13991 Kenphillips
13991 Kenphillips este un asteroid din centura principală de asteroizi.

## Descriere
13991 Kenphillips este un asteroid din centura principală de asteroizi. A fost descoperit pe 17 martie 1993 la Observatorul La Silla în cadrul programului UESAC. Asteroidul prezintă o orbită caracterizată de o semiaxă mare de 2,40 ua, o excentricitate de 0,20 și o înclinație de 3,3° în raport cu ecliptica.